# Alojzy Bruski (1914–1946)

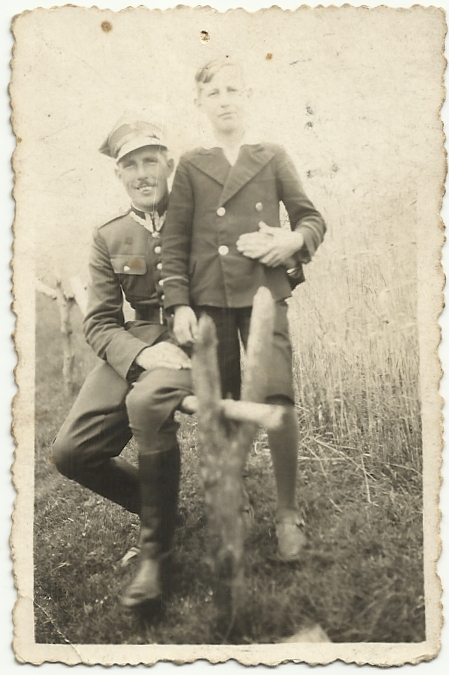
Alojzy Bruski z młodszym bratem Ambrożym, 1938 r Piechowice na Kaszubach

Alojzy Bruski ps. Grab, Drwal, Buk (ur. 7 kwietnia 1914 w Piechowicach, pow. Kościerzyna, zm. 17 września 1946 we Wronkach) – oficer służby stałej Wojska Polskiego (podporucznik, porucznik AK, pośmiertnie awansowany do stopnia kapitana), żołnierz Związku Walki Zbrojnej i Armii Krajowej (dowódca oddziału partyzanckiego „Cisy-100” AK w Borach Tucholskich) oraz Delegatury Sił Zbrojnych.

## Życiorys
Był synem Jana Bruskiego i Marii z domu Sikorskiej. W latach 1921–1925 uczył się w szkole powszechnej w Piechowicach, a następnie w Państwowym Gimnazjum Klasycznym w Kościerzynie, gdzie w 1933 r. zdał maturę. Zaangażował się wówczas w działalność ruchu filomatów. Był też drużynowym 18. Drużyny Harcerskiej Chorągwi Pomorskiej Związku Harcerstwa Polskiego. Sympatyzował z ruchem narodowym. Po zakończeniu nauki został skierowany do Szkoły Podchorążych Rezerwy w Różannej, a następnie do Szkoły Podchorążych Piechoty w Komorowie. Na stopień podporucznika został mianowany ze starszeństwem z 1 października 1937 r. i 187. lokatą w korpusie oficerów piechoty. Służył w 72 pułku piechoty w Radomiu na stanowisku dowódcy plutonu 1. kompanii.
Brał udział w wojnie obronnej 1939 r. jako dowódca plutonu ckm. Wraz ze swoim pułkiem przebijał się do Warszawy, wyróżniając się odwagą 15 września w walkach o Miłosnę. Został ranny w obronie stolicy. Po jej kapitulacji dostał się do niewoli niemieckiej, z której uciekł. Początkowo ukrywał się w Piechowicach, a później u siostry w Tczewie. Podjął wówczas działalność konspiracyjną w ramach ZWZ, zostając komendantem obwodu tczewskiego, rozwiniętego potem w Inspektorat Rejonowy Tczew-Chojnice AK. Wiosną 1943 r. został zmuszony do czasowego zawieszenia działalności wobec licznych aresztowań lokalnych członków AK.
Został wyznaczony na dowódcę jednego z największych pomorskich zgrupowań partyzanckich AK pod kryptonimami „Bory”, „Cisy-100”, operującego na obszarze Borów Tucholskich i liczącego ok. 150 ludzi. Faktyczne dowództwo objął w kwietniu 1944 r. od Stefana Gussa ps. Dan. Okazał się uzdolnionym dowódcą i taktykiem, przeprowadzając wiele akcji zbrojnych przeciwko Niemcom. Współdziałał z sowieckimi grupami rozpoznawczo-dywersyjnymi zrzucanymi na Pomorze. W grudniu 1944 r. rozpuścił swój oddział na kwatery zimowe, a sam ukrył się w rejonie Słonego Jeziora. Rozkazem Dowódcy Sił Zbrojnych w Kraju z dnia 1 stycznia 1945 r. otrzymał awans do stopnia porucznika.
W lutym 1945 r. ujawnił się w Bydgoszczy przed sztabem 1 Brygady Zaporowej 1 Armii Wojska Polskiego. Został odesłany do placówki NKWD w Tucholi, skąd po wyjaśnieniach wkrótce go zwolniono. Przeszedł do służby wojskowej w LWP jako komendant obozu dla „internowanych renegatów i zdrajców” w Zimnych Wodach. W rzeczywistości nadal był w konspiracji, tym razem antykomunistycznej, gromadząc swoich dawnych podkomendnych z AK.
Nocą z 29 na 30 kwietnia 1945 r. zdezerterował wraz z grupą 35 uzbrojonych żołnierzy, wracając do lasu. Dokonał tego prawdopodobnie na skutek instrukcji Delegatury Sił Zbrojnych na Pomorzu. W leśniczówce Emilianowo na terenie Puszczy Bydgoskiej zaprzysiężono na Rotę AK oddział partyzancki „Świerki II” w sile 35 partyzantów, w tym 3 oficerów: por. Alojzy Bruski ps. „Buk”, ppor. Zbigniew Smoleński ps. „Żuraw”, ppor. Jerzy Wróblewski ps. „Kruk”. Działania oddziału miały na celu ochronę ludności przed maruderami sowieckimi. Ważniejsze starcia „Świerków II” z grasantami sowieckimi miały miejsce 6 maja 1945 r. w okolicach Nowej Wsi Wielkiej, 6 lub 7 maja w m. Chrośna, 8 maja 1945 r. we wsi Pszczółczyn pod Łabiszynem, 13 maja 1945 r. w pobliżu Brzozy Bydgoskiej. Ostatnią walkę ze zmilitaryzowaną jednostką NKWD, w wyniku której został rozbity (w jej trakcie poległ ppor. Jerzy Wróblewski), stoczono w połowie maja 1945 r. w m. Kabat. Alojzy Bruski i Zbigniew Smoleński zostali aresztowani 7 lub 12 czerwca 1945 r. w Bydgoszczy przez WUBP wraz z 3 swoimi podkomendnymi.
Wyrokiem Wojskowego Sądu Rejonowego w Poznaniu na sesji wyjazdowej w Bydgoszczy z dnia 21 grudnia 1945 r. skazano go na 10 lat więzienia a ppor. Zbigniewa Smoleńskiego na karę śmierci. Na skutek osobistej interwencji Bolesława Bieruta jego wyrok zmieniono również na karę śmierci. Ppor. Zbigniew Smoleński został stracony w Bydgoszczy 21 lutego 1946 r., natomiast por. Alojzy Bruski we Wronkach 17 września 1946 r. Symboliczny grób znajduje się w Dziemianach.
Był odznaczony m.in. Orderem Virtuti Militari V klasy, Krzyżem Walecznych, Srebrnym Krzyżem Zasługi z Mieczami.
Jego bratem stryjecznym był tak samo się nazywający Alojzy Bruski ps. Skocz, który podczas okupacji działał w ramach Tajnej Organizacji Wojskowej „Gryf Pomorski”.
Alojzego Bruskiego upamiętniają trzy tablice: w przedsionku kościoła Chrystusa Króla w Toruniu, w kościele parafialnym w Dziemianach oraz na murze kościoła w partyzanckiej wsi Lipinki w Borach Tucholskich. Jego imieniem nazwano także jedną z ulic w Gdańsku-Oruni. W dniu 9 października 2018 r. jego rodzinnej wsi Piechowice, nad jeziorem Gogolino, zostało odsłonięte wyrzeźbione w drzewie popiersie bohaterskiego dowódcy, zwrócone w stronę domu, w którym się urodził.
W 2024 na terenie Wdeckiego Parku Krajobrazowego odnaleziono pozostałości ostatniego obozowiska oddziału Świerki-101, dowodzonego przez Alojzego Bruskiego.